# Anthidium spiniventre
Anthidium spiniventre är en biart som beskrevs av Heinrich Friese 1899. Anthidium spiniventre ingår i släktet ullbin, och familjen buksamlarbin. Inga underarter finns listade i Catalogue of Life.